# MonsterQuest
MonsterQuest was een televisieserie die van 2007 tot en met 2010 uitgezonden werd op History. Het programma gaat over verschillende zoektochten naar al dan niet hypothetische dieren uit de cryptozoölogie.
MonsterQuest werd gepresenteerd door Stan Benard en duurt ongeveer drie kwartier per aflevering.

## Seizoen 1
| Aflevering    | Titel                         | Beschrijving                                         |
| ------------- | ----------------------------- | ---------------------------------------------------- |
| Aflevering 1  | America's Loch Ness Monster   | Een Plesiosaurus-achtige in het Champlainmeer        |
| Aflevering 2  | Sasquatch Attack              | Onderzoek naar Bigfoot                               |
| Aflevering 3  | Giant Squid Found             |                                                      |
| Aflevering 4  | Birdzilla                     | Men onderzoekt een dondervogel-achtige.              |
| Aflevering 5  | Bigfoot                       |                                                      |
| Aflevering 6  | Mutant Canines                |                                                      |
| Aflevering 7  | Lions in the Suburbs          |                                                      |
| Aflevering 8  | Gigantic Killer Fish          |                                                      |
| Aflevering 9  | Swamp Beast                   |                                                      |
| Aflevering 10 | Stalin's Ape Man              | Onderzoek naar Aap-mensen                            |
| Aflevering 11 | Unidentified Flying Creatures |                                                      |
| Aflevering 12 | The Real Hobbit               | Onderzoek naar de Floresmens.                        |
| Aflevering 13 | Giganto: the Real King Kong   | Een nog levende gigantopithecus                      |
| Aflevering 14 | American Werewolf             | De Beast of Bray Road zou een weerwolf-achtige zijn. |

## Seizoen 2
| Aflevering    | Titel                      | Beschrijving |
| ------------- | -------------------------- | --- |
| Aflevering 1  | Mega Hog                   | Het onderzoek naar een vermeend reusachtig zwijn, Hogzilla, dat in 2004 in Georgia geschoten zou zijn. |
| Aflevering 2  | Vampire Beast              | Beschrijvingen van een soort vampier uit North Carolina die zich voedt met dieren. |
| Aflevering 3  | Ghosts                     | Geesten in het Lizzie Borden-huis |
| Aflevering 4  | Ohio grassman              | Een bigfoot-achtig wezen |
| Aflevering 5  | giant Killer snakes        | De zoektocht naar mensenetende anaconda's in de bossen van Venezuela en later in de Everglades. |
| Aflevering 6  | Super Rats                 | Vermeend archeologisch bewijs is gevonden dat ratten reusachtig groot konden worden. |
| Aflevering 7  | Black Beast of Exmoor      | Het onderzoek naar het panterachtige wezen dat zou rondwaren op het Engelse platteland. |
| Aflevering 8  | Chupacabra                 | Een onderzoek naar de Chupacabra (Geitenzuiger), een mysterieuze tweebenige of in sommige gevallen een hond-achtig, bloedzuigend wezen, dat verantwoordelijk zou zijn voor de onverklaarbare sterfte onder het vee in Puerto Rico en Texas (staat). |
| Aflevering 9  | Legend of the Hairy Beast  | Wat wordt er in Indianenlegenden gezegd over Bigfoot |
| Aflevering 10 | Vampires in America        | Men kijkt terug op de legenden van vampiers die in New England rond zouden hebben gespookt in de 18e eeuw. |
| Aflevering 11 | Boneless Horror            | Een zoektocht in de grote oceaan naar een reusachtige octopus zoals de legendarische Lusca; een vermeend octopuskarkas dat aanspoelde op de kust van Florida.                                                                                       |
| Aflevering 12 | Bigfoot in New York        | Men kijkt terug op een Bigfootwaarneming in New York uit 1976. |
| Aflevering 13 | Lake Monsters of the North | De zoektocht naar Cressie. Noord-Amerikaanse indianen noemden het wezen vijverduivel en zeggen dat het een enorme aal betreft die leeft in de diepten van Lake Crescent in Newfoundland.                                                            |
| Aflevering 14 | China's Wildman            | Een onderzoek naar een, door de Chinese overheid geleide, zoektocht naar de Yeren; een 1,50 tot 2 meter lange wildeman die bedekt zou zijn met dik rood haar.                                                                                       |
| Aflevering 15 | Giant Bear Attack          | Het onderzoek naar beer aanvallen en de ooggetuigenverklaringen die duiden op een nieuwe hybride beer met een prehistorische grootte. |
| Aflevering 16 | Giant Squid Ambush         | Men onderzoekt het bewijs voor het bestaan van een 30 meter lange inktvis in de Golf van Californië. |
| Aflevering 17 | Monster Spiders            | Onderzoek naar rolspinnen en hoe deze misschien wel zijn meegekomen met soldaten die het leger in Irak hebben gediend. Later onderzoekt men het bestaan van spinnen waarvan men zegt dat ze groot genoeg zijn om kleine honden te kunnen eten.      |
| Aflevering 18 | Jaws in Illinois           | Onderzoek naar Stierhaaien in de Golf van Mexico die via de Mississippi helemaal naar Illinois zouden zijn gezwommen. |
| Aflevering 19 | Real Dragons               | Men onderzoekt aanvallen van komodovaranen op mensen. Sommige ooggetuigenverklaringen vermelden een veel groter reptiel. De Varanus priscus zou nog steeds in de regio Blue Mountains leven.                                                        |
| Aflevering 20 | Sasquatch Attack II        | Men kijkt weer terug op onderzoek naar Bigfoot. Deze aflevering gaat over een vermeende aanval van een bigfoot op een jachthut. |

## Seizoen 3
| Aflevering    | Titel                       | Beschrijving |
| ------------- | --------------------------- | --- |
| Aflevering 1  | Death of Loch Ness          | Robert Rhines stelt dat áls het Monster van Loch Ness al bestaan had, het nu waarschijnlijk al dood zou zijn en dat het lichaam nu ergens op de bodem van Loch Ness ligt. |
| Aflevering 2  | Cattle Killers              | |
| Aflevering 3  | Swamp Stalker               | |
| Aflevering 4  | Devils in New Jersey        | |
| Aflevering 5  | Gators in the Sewers        | |
| Aflevering 6  | Snowbeast Slaughter         | |
| Aflevering 7  | Mega Jaws                   | |
| Aflevering 8  | Monster Close Encounters    | |
| Aflevering 9  | Lake Demons                 | |
| Aflevering 10 | Sea Monsters                | |
| Aflevering 11 | Mysterious Ape Island       | |
| Aflevering 12 | Gigantic Killer Fish II     | |
| Aflevering 13 | Isle of the Lost Tiger      | |
| Aflevering 14 | Killer Jellyfish            | |
| Aflevering 15 | Flying Monsters             | |
| Aflevering 16 | The Curse of the Monkey Man | |
| Aflevering 17 | Killer Crocs                | |
| Aflevering 18 | The Last Dinosaur           | |
| Aflevering 19 | Critical Evidence           | |
| Aflevering 20 | The Real Cujo               | |
| Aflevering 21 | Terror from the Sky         | |
| Aflevering 22 | Killer Chimps in America    | |
| Aflevering 23 | Tigers in the Suburbs       | |
| Aflevering 24 | The Real Moby Dick          | |
| Aflevering 25 | Abominable Snowman          | |

## Seizoen 4
| Aflevering   | Titel                    | Beschrijving |
| ------------ | ------------------------ | --- |
| Aflevering 1 | Monster Sharks           | Men onderzoekt het groeiende aantal aanvallen door witte haaien. In deze aflevering wordt een onderzoeksteam gevolgd dat probeert uit te vinden waarom haaien agressiever beginnen te worden. |
| Aflevering 2 | Hillbilly Beast          | |
| Aflevering 3 | Giant Pythons in America | |
| Aflevering 4 | Giant Killer Bees        | |
| Aflevering 5 | Mothman                  | |
| Aflevering 6 | Piranha Invasion         | |
| Aflevering 7 | Lizard Monster           | |
| Aflevering 8 | Sierra Sasquatch         | |
| Aflevering 9 | America's Wolfman        | |